# Mandalong
Mandalong är en del av en befolkad plats i Australien. Den ligger i kommunen Lake Macquarie Shire och delstaten New South Wales, i den sydöstra delen av landet, omkring 83 kilometer norr om delstatshuvudstaden Sydney.
Närmaste större samhälle är Cooranbong, nära Mandalong. 
I omgivningarna runt Mandalong växer i huvudsak städsegrön lövskog. Runt Mandalong är det tätbefolkat, med 297 invånare per kvadratkilometer. Genomsnittlig årsnederbörd är 1 286 millimeter. Den regnigaste månaden är februari, med i genomsnitt 201 mm nederbörd, och den torraste är juli, med 36 mm nederbörd.